# Jean-Baptiste-François Pitra
Jean-Baptiste-François Pitra, O.S.B., francoski rimskokatoliški duhovnik, škof in kardinal, * 1. avgust 1812, Champforgeil, † 9. februar 1889.

## Življenjepis
13. decembra 1836 je prejel duhovniško posvečenje pri benediktincih.
16. marca 1863 je bil povzdignjen v kardinala in imenovan za kardinal-duhovnika S. Tommaso in Parione; 22. februarja 1867 je bil imenovan za kardinal-duhovnika S. Callisto.
19. januarja 1869 je bil imenovan za knjižničarja Vatikanske knjižnice. 
12. maja 1879 je bil imenovan za škofa Frascatija; škofovsko posvečenje je prejel 1. junija 1879.
24. marca 1884 je postal škofa Porta e Santa Rufine.
- Analecta sacra spicilegio solesmensi parata, 1876